# Kraspedia
Kraspedia (Craspedia G.Forst.) – rodzaj roślin z rodziny astrowatych. Obejmuje 25 gatunków. Rośliny te występują w Australii i Nowej Zelandii. Niektóre uprawiane są jako rośliny ozdobne, zwłaszcza Craspedia uniflora.

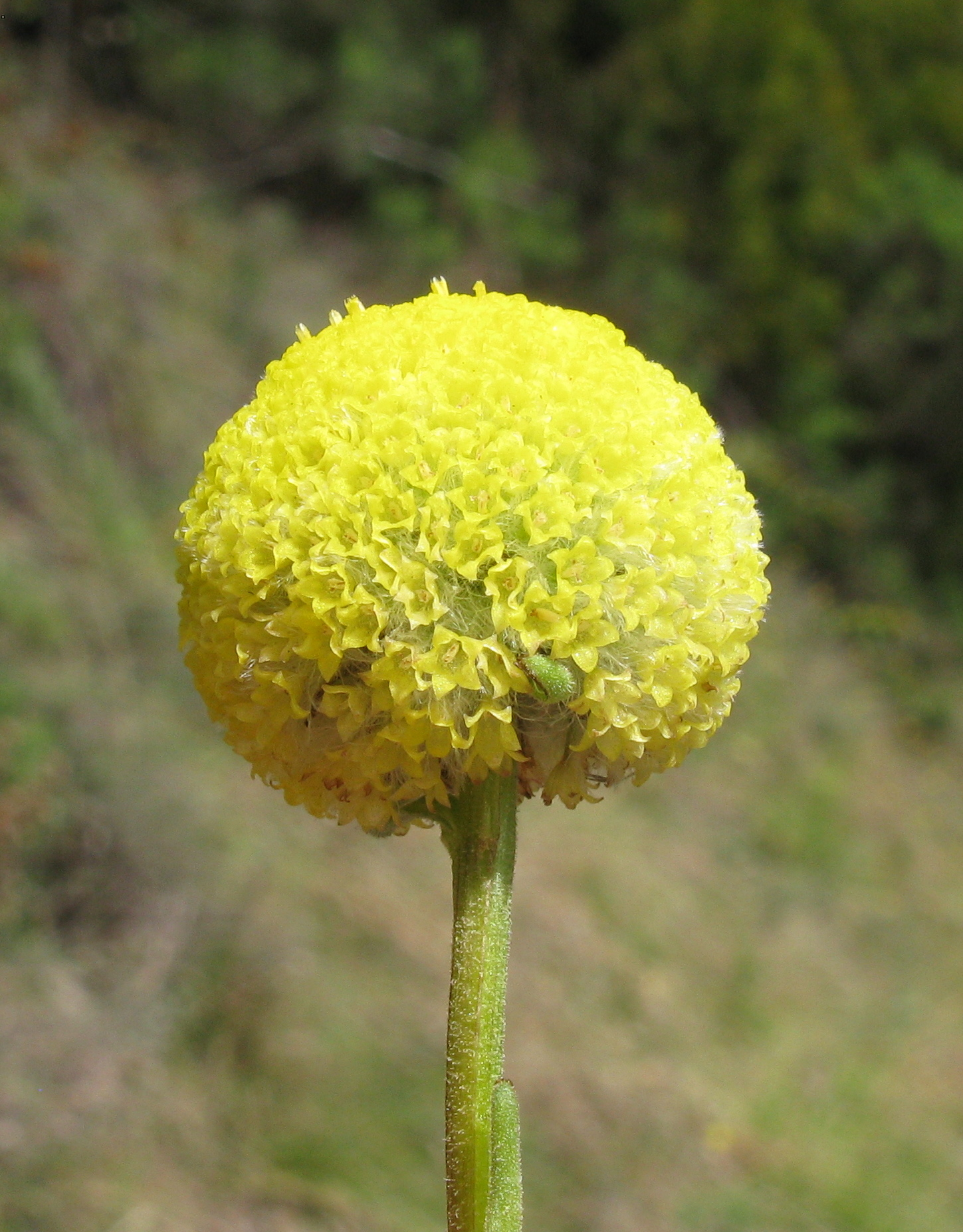
Kwiatostan Craspedia variabilis

## Morfologia
PokrójRośliny zielne, zarówno roczne jak i wieloletnie. Niektóre tworzą zwykle z korzeń palowy, inne grube korzenie wiązkowe.
LiścieSkrętoległe, zebrane w rozetę przyziemną, u niektórych gatunków występują też liście łodygowe, wyraźnie zmniejszające rozmiary wraz z wysokością. Liście są siedzące, często obejmujące łodygę, z blaszką całobrzegą, nagą lub owłosioną.
KwiatyZebrane po 4–12 w drobne koszyczki, które wyrastają skupione po 20–125 w kwiatostanie złożonym mającym postać kulistej główki lub półkulistego koszyczka. Każdy z drobnych koszyczków wsparty jest zieloną podsadką i 5–10 bezbarwnymi listkami okrywy. Kwiaty są rurkowate, obupłciowe i 5-krotne. Ich korony są białe lub żółte, rzadziej różowe lub fioletowe.
OwoceJajowate niełupki zwieńczone pierzastym puchem kielichowym.

## Systematyka
Pozycja systematyczna
Rodzaj z rodziny astrowatych Asteraceae, podrodziny Asteroideae i plemienia Gnaphalieae.
Sześć gatunków z tego rodzaju wyłączono w osobny rodzaj Pycnosorus (dotyczy to m.in. Pycnosorus globosus, który pod nazwą kraspedia kulista uprawiany bywa w Polsce).
Wykaz gatunków
- Craspedia adenophora K.L.McDougall & N.G.Walsh
- Craspedia alba J.Everett & Joy Thomps.
- Craspedia aurantia J.Everett & Joy Thomps.
- Craspedia canens J.Everett & Doust
- Craspedia costiniana J.Everett & Joy Thomps.
- Craspedia crocata J.Everett & Joy Thomps.
- Craspedia cynurica Rozefelds & A.M.Buchanan
- Craspedia glabrata (Hook.f.) Rozefelds
- Craspedia glauca (Labill.) Spreng.
- Craspedia gracilis Hook.f.
- Craspedia haplorrhiza J.Everett & Doust
- Craspedia incana Cockayne & Allan
- Craspedia lamicola J.Everett & Joy Thomps.
- Craspedia lanata (Hook.f.) Allan
- Craspedia leucantha F.Muell.
- Craspedia macrocephala Hook.
- Craspedia major (Hook.f.) Allan
- Craspedia maxgrayi J.Everett & Joy Thomps.
- Craspedia minor (Hook.f.) Allan
- Craspedia paludicola J.Everett & Doust
- Craspedia preminghana Rozefelds
- Craspedia robusta (Hook.f.) Cockayne
- Craspedia rosulata Rozefelds & A.M.Buchanan
- Craspedia uniflora G.Forst.
- Craspedia variabilis J.Everett & Doust